# 1UP.com
1UP.com var en datorspelswebbsida som ägdes av IGN Entertainment, en avdelning hos News Corporation. Den ägdes tidigare av UGO Entertainment och Ziff Davis. Där skrevs recensioner, nyheter och intervjuer om datorspel. Den startades ursprungligen år 1999 och lades ned februari 2013.

## Personal
- Sam Kennedy - (redaktionsdirektör)
- Matt Leone - (överordnad verkställande redaktör)
- Jeremy Parish - (verkställande redaktör)
- Thierry "Scooter" Nguyen - (verkställande redaktör)
- Alice Liang - (associerad administreringsredaktör)
- Mike Nelson - (överordnad redaktör)
- Mike Cruz - (designer)
- Wilbert Mui - (webbproducent)